# Union League Club of New York
L'Union League Club of New York est un célèbre club de la ville de New York. 
Son 4e club-house (le dernier en date, ouvert le 2 février 1931) est un immeuble conçu par Benjamin Wystar Morris, situé au 38 E. 37e rue dans la section de Murray Hill, Manhattan.
Les Union League clubs, qui sont légalement séparés mais partagent un passé commun et maintiennent des liens réciproques avec tous les autres, sont situés à Chicago et Philadelphie. Les ex-Union League Clubs se situaient à Brooklyn et New Haven.